# Octárna
Octárna este o arie protejată (arie specială de conservare — SAC, sit de importanță comunitară — SCI) din Republica Cehă întinsă pe o suprafață de 15,07 ha, integral pe uscat.

## Localizare
Centrul sitului Octárna este situat la coordonatele 49°43′07″N 13°54′36″E / 49.718611°N 13.91°E.

## Înființare
Situl Octárna a fost declarat sit de importanță comunitară în aprilie 2005 pentru a proteja 1 specie de animale. Situl a fost protejat și ca arie specială de conservare în iulie 2012.

## Biodiversitate
Situată în ecoregiunea continentală, aria protejată nu include niciun habitat protejat.
La baza desemnării sitului se află o specie protejată de  pești: cicar (Lampetra planeri).